# Saint-Sulpice (Oise)
Pour les articles homonymes, voir Saint-Sulpice.
Saint-Sulpice est une commune française située dans le département de l'Oise, en région Hauts-de-France.
Ses habitants se nomment les Sulpiciens et les Sulpiciennes.

## Géographie
Le territoire de la commune, de 8,88 km2, comprend 10 % de bois et est situé dans la combe du Pays de Bray, une plaine vallonnée et humide au pied d'un coteau boisé.
| Frocourt             | Allonne       | Abbecourt       |
| Auteuil              | Saint-Sulpice |                 |
| La Neuville-d'Aumont |               | Hodenc-l'Évêque |

### Hameaux et écarts
La commune compte huit hameaux, le Bout de Brie, Crécy, les Godins, la Grosse Saulx, la Hauteville, Troussencourt, le Val de l'Eau et la Vallée.

### Hydrographie

#### Réseau hydrographique
La commune est située dans le bassin Seine-Normandie. Elle est drainée par le cours d'eau 06 de la commune d'Hodenc-l'Evêque, le fossé 03 de la commune d'Hodenc-l'Evêque et le fossé 04 de la commune d'Hodenc-l'Evêque,,.
Le Fossé d'Orgueil, d'une longueur de 12 km, prend sa source dans la commune  et se jette  dans le Thérain à Therdonne, après avoir traversé cinq communes.

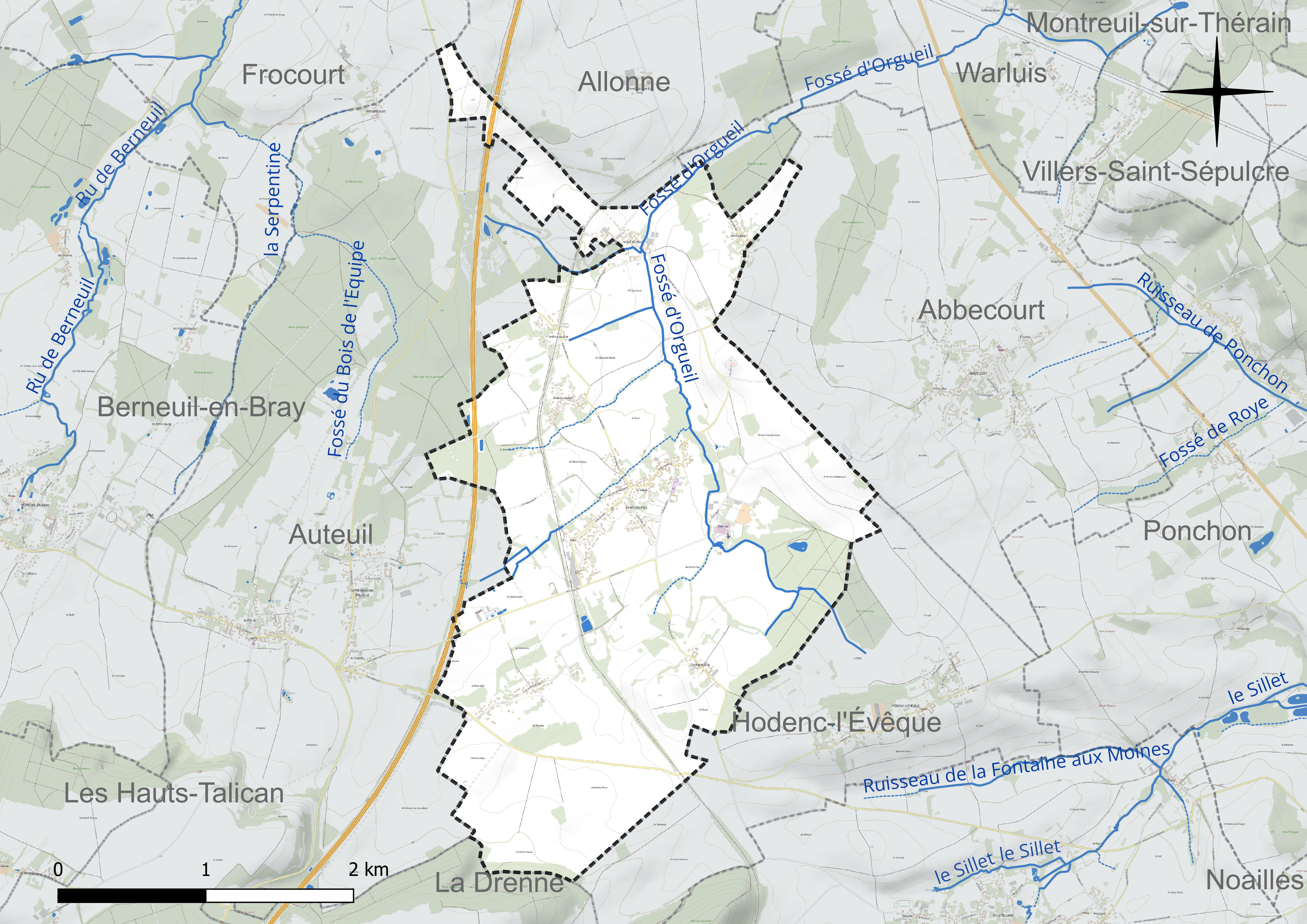
Réseau hydrographique de Saint-Sulpice.

#### Gestion et qualité des eaux
Le territoire communal est couvert par le schéma d'aménagement et de gestion des eaux (SAGE) « Sensée ». Ce document de planification concerne un territoire de 1 219 km2 de superficie, délimité par le bassin versant du Thérain. Le périmètre a été arrêté le 27 janvier 2023 et le SAGE proprement dit est, en 2024, en cours d'élaboration. La structure porteuse de l'élaboration et de la mise en œuvre est le syndicat intercommunal de la Vallée du Thérain (SIVT).
La qualité des cours d'eau peut être consultée sur un site dédié géré par les agences de l'eau et l'Agence française pour la biodiversité.

### Climat
Pour des articles plus généraux, voir Climat des Hauts-de-France et Climat de l'Oise.
En 2010, le climat de la commune est de type climat océanique dégradé des plaines du Centre et du Nord, selon une étude du CNRS s'appuyant sur une série de données couvrant la période 1971-2000. En 2020, Météo-France publie une typologie des climats de la France métropolitaine dans laquelle la commune est exposée à un climat océanique et est dans une zone de transition entre les régions climatiques « Sud-ouest du bassin Parisien » et « Nord-est du bassin Parisien ».
Pour la période 1971-2000, la température annuelle moyenne est de 10,5 °C, avec une amplitude thermique annuelle de 14,5 °C. Le cumul annuel moyen de précipitations est de 741 mm, avec 10,8 jours de précipitations en janvier et 8,3 jours en juillet. Pour la période 1991-2020, la température moyenne annuelle observée sur la station météorologique la plus proche, située sur la commune de Tillé à 13 km à vol d'oiseau, est de 11,0 °C et le cumul annuel moyen de précipitations est de 655,5 mm,. Pour l'avenir, les paramètres climatiques de la commune estimés pour 2050 selon différents scénarios d'émission de gaz à effet de serre sont consultables sur un site dédié publié par Météo-France en novembre 2022.

## Urbanisme

### Typologie
Au 1er janvier 2024, Saint-Sulpice est catégorisée commune rurale à habitat dispersé, selon la nouvelle grille communale de densité à sept niveaux définie par l'Insee en 2022.
Elle est située hors unité urbaine. Par ailleurs la commune fait partie de l'aire d'attraction de Paris, dont elle est une commune de la couronne,.

### Occupation des sols
L'occupation des sols de la commune, telle qu'elle ressort de la base de données européenne d'occupation biophysique des sols Corine Land Cover (CLC), est marquée par l'importance des territoires agricoles (89,6 % en 2018), une proportion identique à celle de 1990 (89,6 %). La répartition détaillée en 2018 est la suivante : terres arables (45,1 %), prairies (34,7 %), zones agricoles hétérogènes (9,7 %), forêts (7,3 %), zones urbanisées (3,2 %). L'évolution de l'occupation des sols de la commune et de ses infrastructures peut être observée sur les différentes représentations cartographiques du territoire : la carte de Cassini (XVIIIe siècle), la carte d'état-major (1820-1866) et les cartes ou photos aériennes de l'IGN pour la période actuelle (1950 à aujourd'hui).

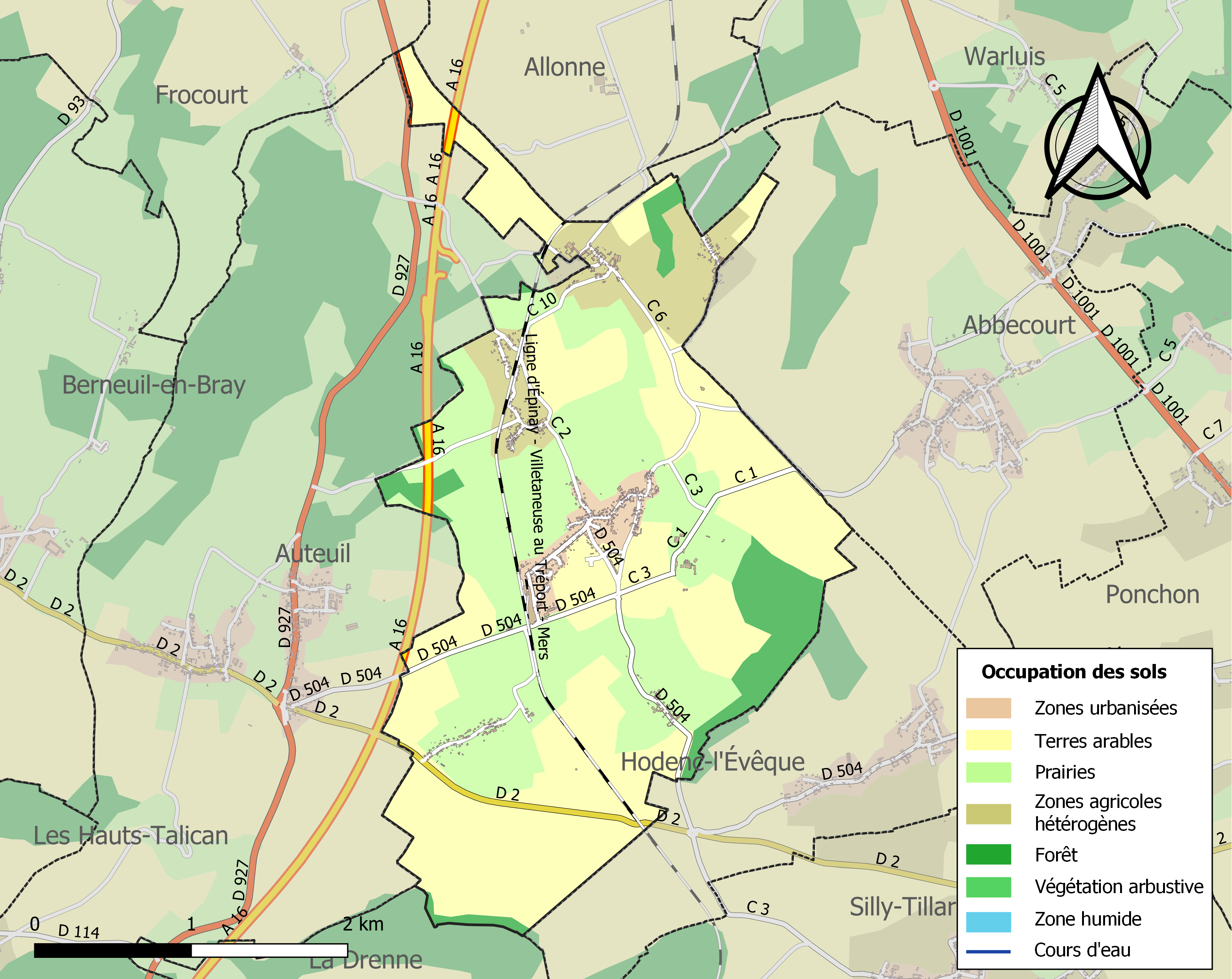
Carte des infrastructures et de l'occupation des sols de la commune en 2018 (CLC).

### Voies de communication et transports
La commune est traversée par l'autoroute A16 et la ligne Paris-Nord - Beauvais, avec, sur son territoire, la gare de Saint-Sulpice - Auteuil desservie par les trains du réseau TER Hauts-de-France.
La commune est desservie, en 2023, par la ligne 6101 du réseau interurbain de l'Oise.

## Toponymie
Le village était dénommé Sainct-Supplix, Sainct-Souplix, Sanctus-Sulpitius, Sulpice en 1793 et Saint-Sulpice en 1801.
Saint-Sauveur est un hagiotoponyme qui fait référence à un Saint Sulpice.

## Histoire

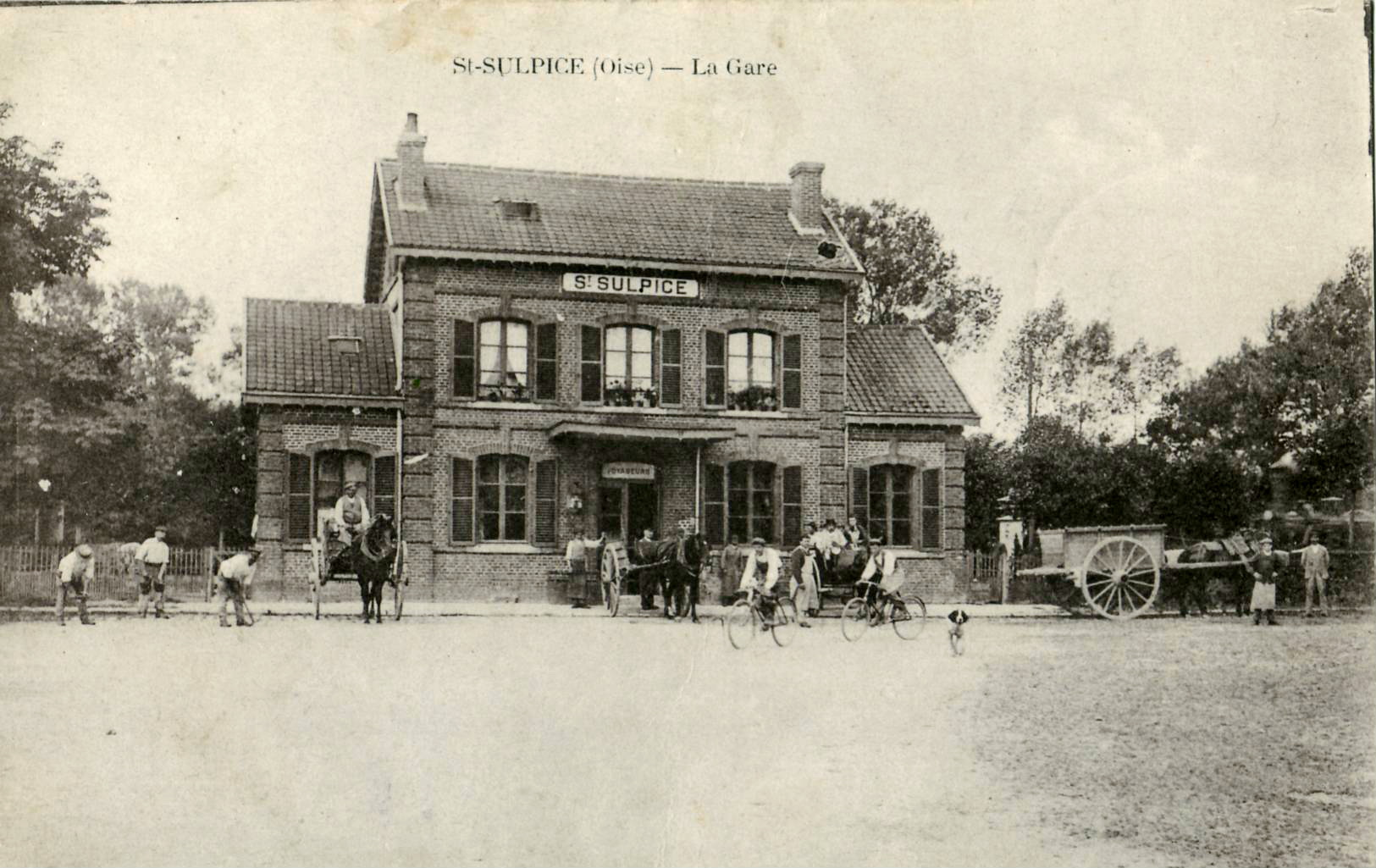
La gare de Saint-Sulpice - Auteuil, vers 1918.

Le village comptait sept cafés en 1900, et avait une activité agricole et artisanale.

## Politique et administration

### Rattachements administratifs et électoraux
La commune se trouve dans l'arrondissement de Beauvais du département de l'Oise. Pour l'élection des députés, elle fait partie de la deuxième circonscription de l'Oise.
Elle fait partie depuis 1801 du canton de Noailles. Dans le cadre du redécoupage cantonal de 2014 en France, la commune est intégrée au canton de Chaumont-en-Vexin

### Intercommunalité
La commune a adhéré en 2000 à la communauté de communes du pays de Thelle (CCPT).
Dans le cadre des dispositions de la loi portant nouvelle organisation territoriale de la République (Loi NOTRe) du 7 août 2015, qui prévoit que les établissements publics de coopération intercommunale (EPCI) à fiscalité propre doivent avoir un minimum de 15 000 habitants, le préfet de l'Oise a publié en octobre 2015 un projet de nouveau schéma départemental de coopération intercommunale, qui prévoit la fusion de plusieurs intercommunalités, et en particulier  de la communauté de communes du Pays de Thelle et de la communauté de communes la Ruraloise, formant ainsi une intercommunalité de 42 communes et de 59 626 habitants,.
La nouvelle intercommunalité, dont est membre la commune et dénommée provisoirement communauté de communes du Pays de Thelle et Ruraloise, est créée par un arrêté préfectoral du 30 novembre 2016 qui a pris effet le 1er janvier 2017.

### Liste des maires
| Période                                  | Période    | Identité                          | Étiquette | Qualité                                          |
| ---------------------------------------- | ---------- | --------------------------------- | --------- | ------------------------------------------------ |
| Les données manquantes sont à compléter. |            |                                   |           |                                                  |
| avant 1806                               | 1826       | Jean-Baptiste Delaherche          |           | Cultivateur                                      |
| 1826                                     | 30/3/1832  | Jean-Baptiste Dèsprés             |           | Homme de lettres                                 |
| 30/3/1832                                | 4/8/1843   | Louis Prosper Truptil             |           | Capitaine en retraite                            |
| 4/8/1843                                 | 26/6/1848  | Alexandre Fauchet                 |           | Arpenteur                                        |
| 26/6/1848                                | 17/8/1848  | Pierre Alexandre Régnier          |           | Cultivateur                                      |
| 17/8/1848                                | 4/8/1860   | Prosper Paschal Chantepie         |           | Maitre brossier                                  |
| 4/8/1860                                 | 20/10/1875 | Comte François Victor de Chérisey |           | Propriétaire                                     |
| 20/10/1875                               | 20/5/1888  | François Hippolyte Lenoble        |           | Cultivateur                                      |
| 20/5/1888                                | 4/11/1894  | Jean Baptiste Prévost             |           | Fabricant de brosses                             |
| 4/11/1894                                | 9/12/1897  | Prosper Hippolyte Lenoble         |           | Cultivateur                                      |
| 9/12/1897                                | 17/5/1908  | Prosper Dupont                    |           | Menuisier                                        |
| 17/5/1908                                | 9/7/1917   | Prosper Hippolyte Lenoble         |           | Cultivateur                                      |
| 9/7/1917                                 | 10/12/1919 | Hyacynthe Prévost                 |           | Cultivateur                                      |
| 10/12/1919                               | 17/5/1925  | Eugène Delachapelle               |           | Cultivateur                                      |
| 17/5/1925                                | 27/11/1932 | Gustave Dozet                     |           | Cultivateur                                      |
| 27/11/1932                               | 1940       | Georges Marle                     |           | Retraité SNCF                                    |
| 1940                                     | 1944       | Émile Dubocq                      |           | Hôtelier                                         |
| 17/01/1945                               | 02/03/1977 | Maurice Gourdin                   |           | Cultivateur                                      |
| 20/03/1977                               | 24/06/1995 | Maurice Breton                    |           | Cultivateur                                      |
| 24/06/1995                               | mars/2008  | Marcel Brunel                     |           | Cultivateur                                      |
| mars 2008                                | 2020       | André Mélique                     |           | Directeur d'école Réélu pour le mandat 2014-2020 |
| 2020                                     | En-cours   | Philippe Van der Haegen           |           | Directeur Général                                |

### Politique environnementale
La commune a réalisé l'assainissement collectif de la plupart de ses habitations, réparties dans sept hameaux, ce qui a impliqué des coûts élevés, qui se reflètent dans le prix de l'eau, qui atteignait 7,54 €/m2 en 2011, l'un des plus élevés de France.

## Population et société

### Démographie

#### Évolution démographique
L'évolution du nombre d'habitants est connue à travers les recensements de la population effectués dans la commune depuis 1793. Pour les communes de moins de 10 000 habitants, une enquête de recensement portant sur toute la population est réalisée tous les cinq ans, les populations de référence des années intermédiaires étant quant à elles estimées par interpolation ou extrapolation. Pour la commune, le premier recensement exhaustif entrant dans le cadre du nouveau dispositif a été réalisé en 2008.

En 2022, la commune comptait 1 066 habitants, en évolution de +5,75 % par rapport à 2016 (Oise : +0,87 %, France hors Mayotte : +2,11 %).
| 1793 | 1800 | 1806 | 1821 | 1831 | 1836 | 1841 | 1846 | 1851 |
| ---- | ---- | ---- | ---- | ---- | ---- | ---- | ---- | ---- |
| 532  | 522  | 569  | 566  | 530  | 554  | 550  | 561  | 535  |

| 1856 | 1861 | 1866 | 1872 | 1876 | 1881 | 1886 | 1891 | 1896 |
| ---- | ---- | ---- | ---- | ---- | ---- | ---- | ---- | ---- |
| 517  | 533  | 532  | 512  | 541  | 575  | 530  | 561  | 599  |

| 1901 | 1906 | 1911 | 1921 | 1926 | 1931 | 1936 | 1946 | 1954 |
| ---- | ---- | ---- | ---- | ---- | ---- | ---- | ---- | ---- |
| 641  | 607  | 544  | 526  | 569  | 532  | 547  | 505  | 598  |

| 1962 | 1968 | 1975 | 1982 | 1990 | 1999 | 2006 | 2008 | 2013 |
| ---- | ---- | ---- | ---- | ---- | ---- | ---- | ---- | ---- |
| 588  | 549  | 613  | 650  | 886  | 951  | 940  | 934  | 975  |

| 2018  | 2022  | - | - | - | - | - | - | - |
| ----- | ----- | - | - | - | - | - | - | - |
| 1 032 | 1 066 | - | - | - | - | - | - | - |

#### Pyramide des âges
La population de la commune est relativement jeune.
En 2018, le taux de personnes d'un âge inférieur à 30 ans s'élève à 37,7 %, soit au-dessus de la moyenne départementale (37,3 %). À l'inverse, le taux de personnes d'âge supérieur à 60 ans est de 19,2 % la même année, alors qu'il est de 22,8 % au niveau départemental.
En 2018, la commune comptait 515 hommes pour 517 femmes, soit un taux de 50,1 % de femmes, légèrement inférieur au taux départemental (51,11 %).
Les pyramides des âges de la commune et du département s'établissent comme suit.
| Hommes | Classe d’âge | Femmes |
| ------ | ------------ | ------ |
| 0,4    | 90 ou +      | 1,0    |
| 3,1    | 75-89 ans    | 5,0    |
| 14,2   | 60-74 ans    | 14,9   |
| 23,5   | 45-59 ans    | 23,6   |
| 18,4   | 30-44 ans    | 20,5   |
| 16,7   | 15-29 ans    | 12,6   |
| 23,7   | 0-14 ans     | 22,4   |

| Hommes | Classe d’âge | Femmes |
| ------ | ------------ | ------ |
| 0,5    | 90 ou +      | 1,4    |
| 5,5    | 75-89 ans    | 7,6    |
| 15,6   | 60-74 ans    | 16,3   |
| 20,8   | 45-59 ans    | 20     |
| 19,4   | 30-44 ans    | 19,4   |
| 17,6   | 15-29 ans    | 16,2   |
| 20,6   | 0-14 ans     | 19,1   |

### Enseignement
Les enfants de la commune sont scolarisés par le regroupement pédagogique intercommunal (RPI) de Saint-Sulpice et Abbecourt, avec une école primaire au village, composée de 3 classes de maternels et 3 classes d'élémentaires.
Une maison familiale et rurale, située au château de Crécy propose des formations en alternance : 4e et 3e de l'enseignement agricole, seconde et Bac pro  Conduite et gestion de l'exploitation agricole (CGEA) en élevage équin et porcin.

## Économie
Le village ne compte plus, en 2016, de commerçants, mais accueille 17 artisans.

## Culture locale et patrimoine

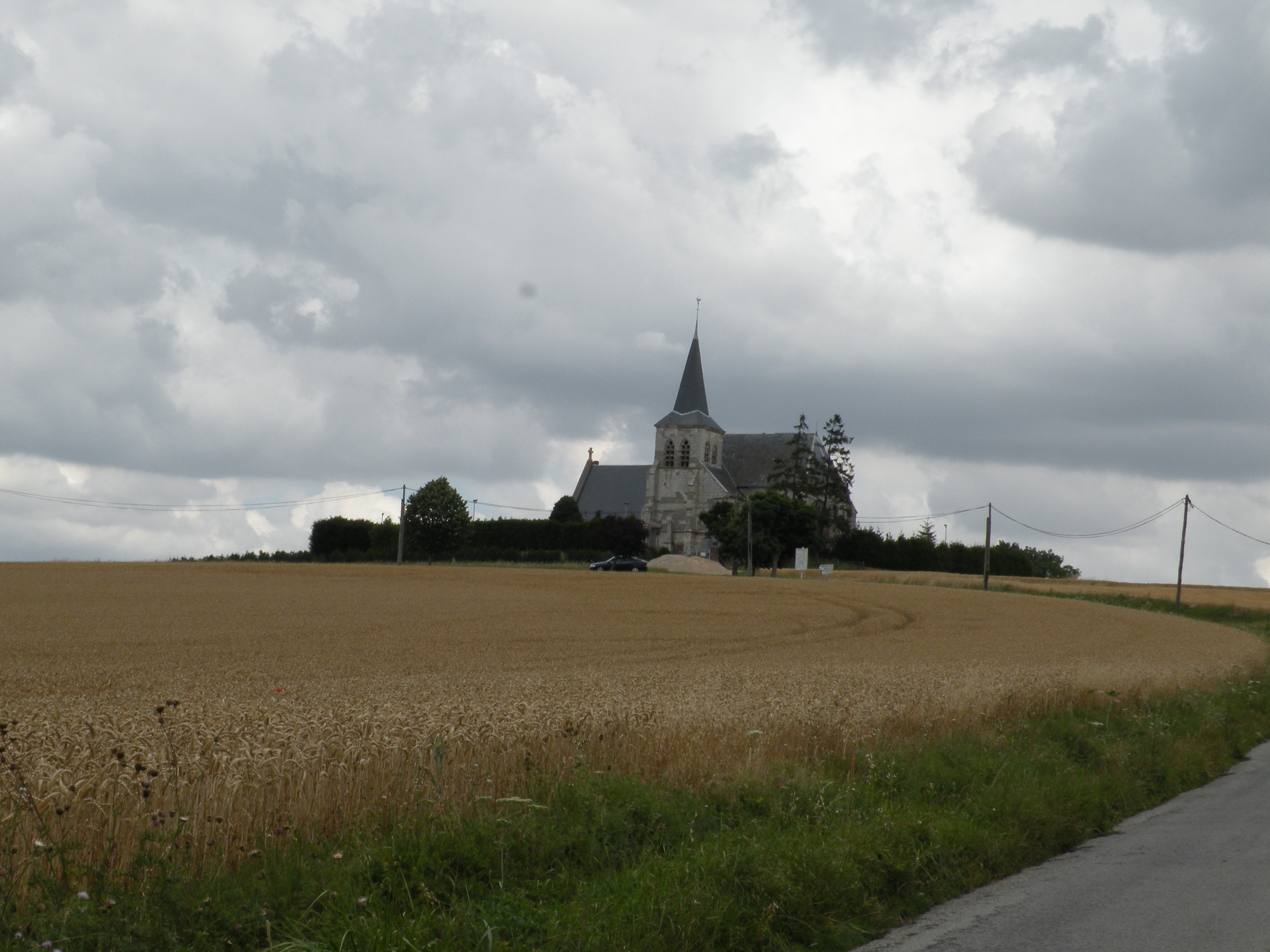
L'église.

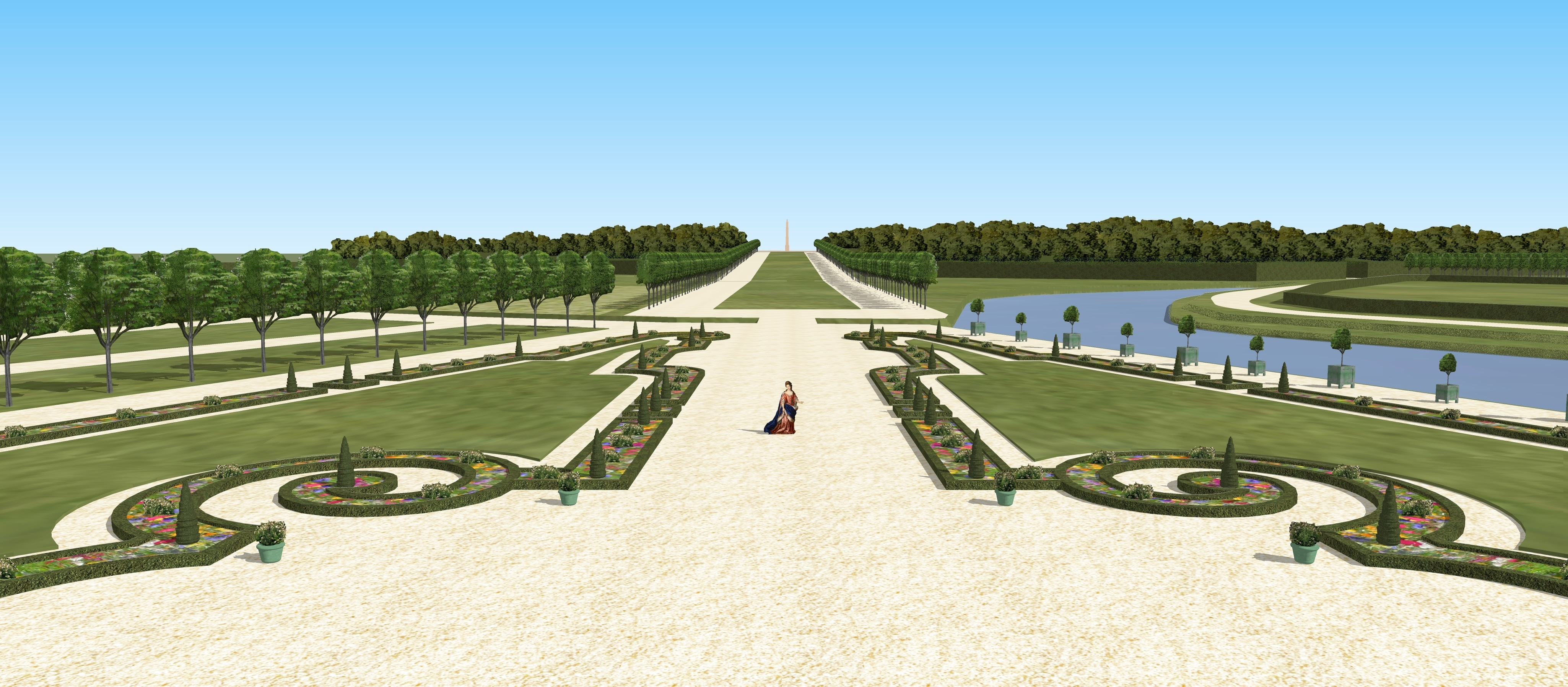
Restitution du parterre du château de Crécy au XVIIIe siècle, Saint-Sulpice, Oise.

### Lieux et monuments
- L'église Saint-Sulpice, des XVe et XVIe siècles, édifiée sur un coteau le long de la chaussée Brunehault, voie romaine reliant Paris à Beauvais[1].
- Château des seigneurs de Crécy dont le corps principal date du XVIe siècle. La façade construite en briques encadrées de pierre, porte la signature Louis XIII. Depuis 1968, c'est le siège de la maison familiale rurale de Saint-Sulpice[1].
- Briqueterie Leullier, de la fin du XIXe siècle et du début du XXe siècle, créée par Albert Leullier à 200 m de la gare de Saint-Sulpice - Auteuil. Depuis 1988, le site accueille un centre équestre, dit Poney-Club du Bonheur[34].
- Le prieuré Jeanne-d'Arc, édifié en 1742, était occupé jusqu'en 1999 par les Sœurs missionnaires des campagnes[1].